# 10346 Тріатлон
10346 Тріатлон (10346 Triathlon) — астероїд головного поясу, відкритий 2 квітня 1992 року.
Тіссеранів параметр щодо Юпітера — 3,407.